# 威爾斯議會
51°27′55″N 3°09′37″W / 51.465278°N 3.160278°W
威爾斯議會（威爾斯語： / 發音：[ˈsɛnɛð] ⓘ），官方正式名稱呼為“（英語）”或“（威爾斯語）”， 是英國威爾斯在權力下放模式中的一院制立法機構。作為一個民選機構，它有權為威爾斯制定法律、批准某些稅收以及監督威爾斯政府。 它同時也是一個雙語機構，英語和威爾斯語都是其官方工作語言。 在1999年5月剛成立時直至2020年5月，威爾斯議會被稱為“威爾士國民議會（ / ）”。
威爾斯議會由60名威爾斯議會議員（ / ）組成； 任職期間，他們的姓名之後可以冠以縮寫“議員（ / ）”為尊稱。 自2011年起到2026年止，議員們通過附帶席位制選舉產生並任期5年。其中40名議員代表威爾斯較小地理範圍的地區（即“選區”），他們經由簡單多數制選舉產生；而另外20名議員則代表威爾斯5個較大地範圍的地區（即“選舉地區”），他們使用比例代表制中的“漢狄法”選舉產生。通常情況下，威爾斯議會內的最大黨負責組建威爾斯政府。
根據1997年公投的結果，依據《1998年威爾斯政府法令》成立了威爾斯國民議會。國民議會最初沒有本位立法權，直至《2006年威爾斯政府法令》通過後才獲得有限立法權。而在2011年3月3日公投獲得通過後，國民議會的本位立法權得到了加強；這就意味著在制定並批准與20個權力下放領域相關的威爾斯議會法令時，威爾斯議會無需在征得英國國會或威爾斯事務大臣的同意。 《2014年威爾斯法令》和《2017年威爾斯法令》進一步擴大了威爾斯議會的權力，尤其是後一部法令更是將威爾斯國民議會置於類似蘇格蘭議會所採用的的「保留權力」模式中。當《2020年威爾斯議會與選舉法令》第2條在2020年5月生效後，威爾斯議會正式改用此名。目前下放給威爾斯議會的事務包括衛生、教育、經濟發展、交通、環境、農業、地方治理和一些稅收。

## 議會歷史

### 權力下放之路
一個被任命組織的威爾斯與蒙茅斯郡理事會於1949年成立，該理事會的宗旨是“確保政府充分了解政府活動對威爾斯人民日常生活的影響”。理事會擁有27名成員，他們由威爾斯地方當局、威爾斯大學、威爾斯文化藝術節委員會和威爾斯旅遊局提名。1951年，英國政府設立了威爾斯國務大臣一職；1964年，該職務改名為威爾斯事務大臣並組建了威爾斯事務辦公室，但這導致了威爾斯與蒙茅斯郡理事會的解散。威爾斯事務辦公室的成立有效地為威爾斯領土治理奠定了基礎。 皇家憲法委員會（也被稱為“基爾布蘭登委員會”）於1969年在哈羅德·威爾遜所領導的工黨政府任期內成立，該委員會旨在調查蘇格蘭與威爾斯權力下放的可能性。 委員會建議構成了1974年白皮書《民主與權力下放：蘇格蘭和威爾斯提案》的基礎， 其中建議設立威爾斯議會。但是在1979年公投中，威爾斯選民以壓倒性多數否決了這些提議。
1997年英國大選後，新的工黨政府辯解說，威爾斯議會將比威爾斯事務辦公室更具民主責任感。在1997年之前的11年裡，威爾斯在英國內閣一直由一位非出身威爾斯西敏制選區的威爾斯事務大臣所代表。 1997年9月18日，威爾斯舉行了公民投票。威爾斯選民以559,419票，即50.30%的支持率通過了成立威爾斯國民議會的提案。
次年，英國國會審議通過了《1998年威爾斯政府法令》。1999年7月1日，威爾斯事務大臣將其權力移交給威爾斯國民議會並同時宣佈解散威爾斯事務辦公室。
2002年7月，威爾斯政府成立了一個由前英國上議院領袖李卓達男爵所領導的獨立委員會來審查威爾斯國民議會的權力和選舉安排，以確保其能代表威爾斯人民的最佳利益進行運作。 李卓達委員會於2004年3月發表報告，它建議國民議會在某些領域應擁有立法權，而在其他領域則保留英國國會的立法權。 同時它還建議將國民議會的選舉投票制度改為可轉移單票制，這將擴大議會的代表性。
作為回應，英國政府2005年6月15日發表了《更好地治理威爾斯》白皮書。英國政府提出了基於國會命令上，為威爾斯國民議會提供一套更寬鬆的立法制度。 但在執行過程中，英國政府拒絕了許多來自跨黨派李卓達委員會的建議。這招致了反對黨及其他人士的不滿。

### 權力加強：2006年威爾斯政府法令
2006年7月25日，《2006年威爾斯政府法令》獲得時任英國女王伊麗莎白二世的御准。它授予威爾斯國民議會與其他權力下放立法機關相似的立法權，即能批准有關權力下放事項的議會執行令。但在申請立法權限令以獲得進一步立法權的請求遭到了威爾斯事務大臣、英國下議院和英國上議院的否決。該法令將國民議會改革為議會制架構，將國民議會政府（即現在的威爾斯政府）確立為獨立於國民議會但對其負責的實體。同時它也使得國民議會可以在權利下放領域裡進行立法。
在英國政府層面，儘管該法令受到了來自英國選舉委員會為首的批評，但卻得到了李卓達委員會的支持。 但在威爾斯地方層面，該法令則遭受了嚴厲批評。於1999年到2007年期間一直擔任威爾斯國民議會官方反對黨的威爾斯黨抨擊該法令沒有給威爾斯帶來一個成熟的議會。許多評論人士還指責工黨在推動該法令通過背後所摻雜的意圖改變選舉制度的黨派利益，因為該法令在事實上阻止了地區議員候選人被列為選區議員候選人，所以在選舉規則上變相保護了選區議員候選人；而當時工黨在國民議會內的所有29名議員均是選區議員。
威爾斯國民議會權力機構的變化直到2007年5月3日國民議會選舉之後才開始。
2011年威爾斯權力下放公投後，威爾斯國民議會獲得了直接立法權，無需再向英國國會咨詢。

### 保留權力模式：2017年威爾斯法令
保守黨－自由民主黨聯合政府成立了威爾斯權利下放委員會（也被稱為“希克委員會”），由威爾斯國民議會內的四個政黨及主要政治與法律專家所提名的委員組成，旨在為“威爾斯創立一個持久的權力下放解決方案”。根據委員會的第一組建議，英國政府於2013年11月宣佈將部分舉債權下放給國民議會，同期下放的還有垃圾填埋稅和印花稅的控制權。此外，《2014年威爾斯法令》規定就國民議會將擁有設定所得稅稅率的權力進行公投， 儘管有人建議取消公投的前置要求。
英國政府和威爾斯政府都支持希克委員會的第二組建議，即將國民議會轉為“保留權力”型的權力下放模式，這就將類似於蘇格蘭議會和北愛爾蘭議會的現行模式；其中英國政府擁有特定的“保留權力”，而威爾斯國民議會將控制其他所有事務。 這將取代之前的模式，在該模式下，部分權力將被“授予”給威爾斯國民議會，而且權力則都被假定為英國政府所有。自《2017年威爾斯法令》通過之後，威爾斯國民議會的權力模式就與蘇格蘭議會已經一致，都是保留權力模式。
《2017年威爾斯法令》基於希克委員會的第二組建議，並確定了進一步下放給國民議會的權力領域，這包括水資源、海洋事務（天然港口、人工海港及海洋保護）、能源（補貼、石油開採和小型能源發電設施）等。此外，國民議會也從此擁有了修改其名稱、規模和選舉制度的權力。

### 名稱變更
2016年7月，威爾斯國民議會全體議員一致統一應對議會名稱進行修改以反應其作為全國國會的憲法地位。 威爾斯國民議會委員會就改名提議進行了公眾意見咨詢，結果多達61%的受訪者表示同意或強烈同意進行更名。 2018年，委員會宣佈將通過立法對國民議會進行改名。同年晚些時候，議會主席寫信告知全體議員，解釋說擬議的改名法令中的新名稱將是單語名稱。 2019年，議會委員會正式提出了支持改名為的《2020年威爾斯議會和選舉法令草案》。草案的後續修正案為國民議會新名稱提供了雙語，而該草案於2019年11月27日獲得國民議會批准，並於2020年1月15日獲得御准。 該法令將威爾斯國民議會改名為威爾斯議會（ / ）。它的指南還進一步指出，無論是英語還是威爾斯語，其縮寫皆為。更名正式於2020年5月6日生效。議會更名後，議員們也被更名為或。

### 議會增員
2021年11月22日，威爾斯工黨與威爾斯黨達成一項合作協議， 該協議將實施雙方共享的46項政策。 其中之一就是將目前威爾斯議會議員的人數從60位增加至80位到100位之間。
在2022年3月12日的會議上，威爾斯工黨一致讚同了威爾斯議會的議員增加計劃。“威爾斯議會的擴大是必不可少的，因為權力下放的路程尚未完成。”前威爾斯首席部長阿龍·邁克說道，“還有更多的事情要做。並且需要有能力讓那些後座議員做你說得對的那些問責工作，這對少數黨代表來說是做不到的。” 兩周後，威爾斯黨的議員們也同意了增員計劃。
2022年5月10日，威爾斯議會議員總數從60名擴大至96名的計劃被公佈，同時也宣佈取消了用於選舉原60名議員中40名的簡單多數制選舉方式。翟景輝說，這些改變是必須的，因為“報告後的報告”已經表明，目前情況下的威爾斯議會“無法按照威爾斯人有權期望的方式完成工作”。 威爾斯自由民主黨的黨魁簡·多茲則批評了這些計劃，聲稱它們會對小黨造成不成比例的影響。
2022年6月8日，威爾斯議會以“40票比14票”通過了議會增員計劃。
2024年6月24日，《2024年威爾斯議會法令》正式御准。自2026年選舉起，議員總數從60名擴大至96名，任期從5年縮短至4年。全境共設16個選區，每個選區用漢狄法的封閉式政黨名單比例代表制選舉6席議員。

## 議會建築

### 威爾斯議會大廈
威爾斯議會大廈作為威爾斯議會的辯論議院位於英國威爾斯的加的夫灣；該建築由理查德·羅傑斯設計事務所負責設計，由泰勒·伍德羅公司負責建造，並由BDSP合夥公司負責環境、機械、電氣和管道設計。議會大廈在建造中使用了傳統的威爾斯材料，例如板岩和威爾斯橡木等；而其設計理念則是基於開放和透明。作為泰勒·伍德羅公司的分包商之一，BCL木材項目所負責製造及安裝的木材天花板和中央漏斗則是用從加拿大採購美西側柏所加工。
議會大廈內設有名為的辯論室及委員會會議室。 它於2006年3月1日的聖大衛日由時任英國女王伊麗莎白二世所揭幕。
議會大廈的設計是相當環保的，它採用地熱交換系統為大廈內部供暖；同時它利用屋頂搜集的雨水進行廁所沖洗及窗戶清潔；並且它在屋頂還有一個大型風罩，可以將自然光和新鮮空氣輸送到地下的辯論室內。

### 電視轉播中心
這棟建築同樣為威爾斯議會設立了辯論室及委員會會議室。當議會大廈於2006年3月1日開放後，威爾斯第四台2頻道及網絡電視都會定期轉播辯論室內的會議實況。 威爾斯第四台2頻道轉播議會實況的時間為每週二、三、四的上午9點到下午6點，此時也剛好是議會的開會時間。 此外，BBC電視二台威爾斯版也會在有限的電視屏幕上播出一檔名為《議會議員·國會議員》的涉及威爾斯議會所召開會議內容的節目，其中就包括對威爾斯首席部長的問詢環節。 不過隨著威爾斯第四台2頻道節目編排開始側重兒童節目及預算編列的減少，威爾斯議會的轉播內容就被取消了。 同時威爾斯議會也將其在網絡電視上的播出內容轉移到其名下的視頻平台網站上；該網站於2008年4月15日正式啟動服務，目前每週用英語和威爾斯語播出35小時的內容節目。 威爾斯議會的一些重要內容，例如對威爾斯首席部長的問詢環節等也會在BBC國會台及BBC iPlayer上播出；同時威爾斯議會的一些一些議程也會作為BBC國會台新聞節目《議會週報（The Week in Parliament）》的高光片段播出。

### 海威爾大樓與皮爾海德大樓
海威爾大樓是威爾斯議會辯論室的最初所在地，該大樓與現在的議會大廈比鄰而居。威爾斯議會議員的辦公室現在仍在這棟大樓裡，兩棟大樓之間有玻璃天橋相連。除了這棟樓之外，威爾斯議會委員會還負責皮爾海德大樓。皮爾海德大樓是“皮爾海德大樓國民議會展”的所在地，同時這裡還承擔著威爾斯議會遊客與教育中心的作用。除此之外，皮爾海德大樓還擁有一家與議會相關的小禮品店。

### 北威爾斯辦公室
北威爾斯信心中心位於威爾斯北部康威郡自治市科爾溫灣親王道的親王公園。該辦公室向公眾開放，以便公眾獲取有關威爾斯議會的相關信息；開放時間為工作日的早九點到晚五點。

## 議會官員

### 議會主席

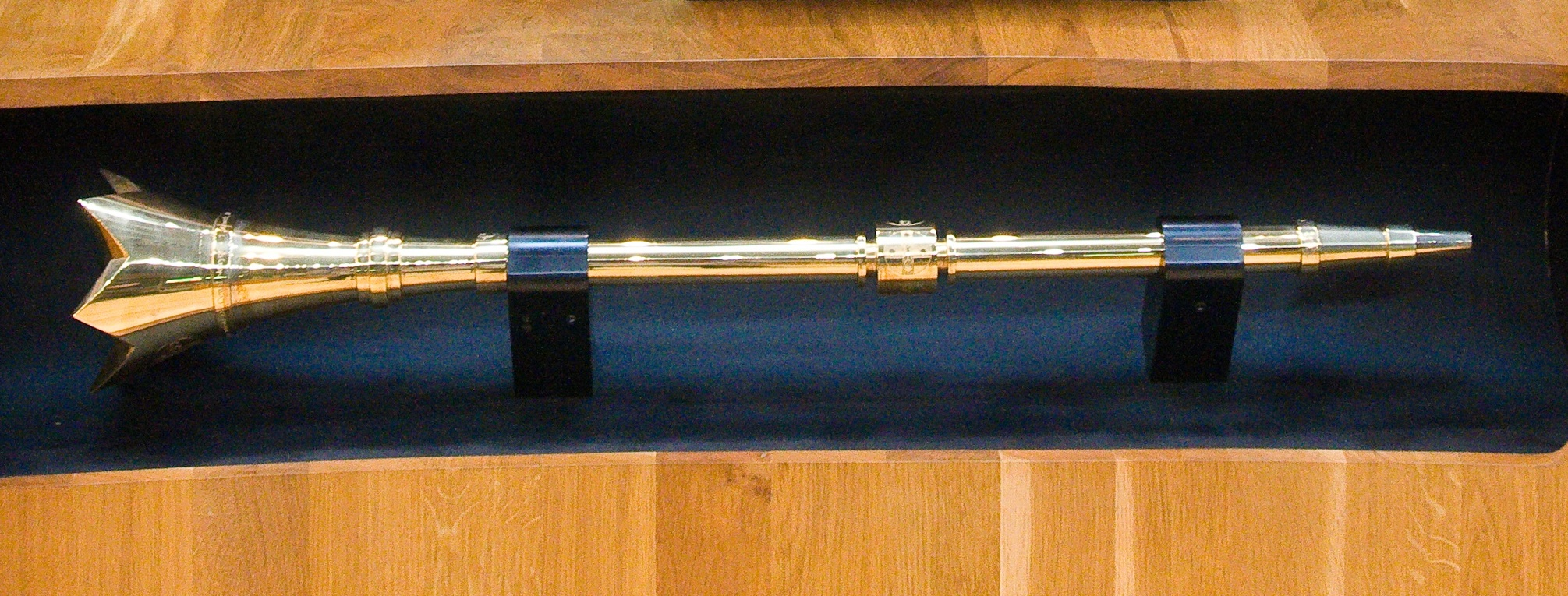
置於威爾斯議會議事廳議會主席桌前的威爾斯議會英國儀仗。

每次威爾斯議會選舉結束後，議員們會從自己當中選舉兩名議員分別出任議會主席和副主席。威爾斯黨議員艾琳·瓊斯自2016年從羅絲瑪麗·巴特勒接任主席一職以來，一直擔任該職至今。議會主席同時還兼任威爾斯議會委員會主席。主席與副主席的選舉通常並不使用簡單多數制。

### 常設職員
威爾斯議會內的常設行政與後勤人員由威爾斯議會委員會僱傭。他們並非公務員，儘管他們所使用的服務條款及條件於英國文官隊伍相似。

## 權力狀態

常常出現於威爾斯議會法令上的威爾斯皇家徽章。

威爾斯議會由60名民選議員所組成；每位當選議員均可在自己姓名後使用“議員（ / ）”頭銜為尊稱後綴。 自1999年成立以來，威爾斯的行政機關——威爾斯政府（前國民議會政府）就一直由工黨所主導。從2024年9月開始，工黨政府由首席部長伊里內德·摩根所領導。 威爾斯政府在2007年到2011年期間是由威爾斯首席部長莊家偉（工黨）和威爾斯副首席部長耶安·維恩·瓊斯（威爾斯黨）所領導的“工黨－威爾斯黨聯合政府”；而在2016年到2021年期間，工黨一直與自由民主黨及一名無黨籍議員組成政治聯盟以共同執政。 但自2021年開始，威爾斯政府迄今就是由工黨領導下的少數黨政府。威爾斯政府的行政官員及公務員主要在加的夫的凱西公園辦公；而威爾斯議會的議員、威爾斯議會委員會的成員及威爾斯政府的部長級後勤團隊則都在卡迪夫灣，這裡斥資6,700萬英鎊修建了威爾斯議會大廈作為辦公地點。
直到2007年，威爾斯國民議會的一個重要特征就是其立法與行政職能在法律或憲法上並沒有分離，因為它一直是一個單一實體。與英國其他構成國的議會制和權力下放安排相比，威爾斯的情況是不同尋常的。但是在實踐中還是有職能分離，當時會以“議會”和“議會立法院（Assembly Parliamentary Service）”兩個名詞區分這兩個分支機關。《2006年威爾斯政府法令》生效後，兩個職能部門終於在2007年議會選舉後正式分離。
最初，威爾斯議會並沒有主體法令立法權和財政權，因為這些權力被英國國會所把持；而議會確實擁有的只有在權力下放領域內的附屬法令立法權。儘管有時可以通過附屬法令的立法來限制和修改主體法令，但適用範圍非常有限。例如：《1998年威爾斯政府法令》就賦予了威爾斯議會修改某些與公共機關合併有關的主體法令之權力。雖然大多數附屬權力都是通過主體法令賦予行政部門，以便於給行政部門（如威爾斯首席部長及其他部長們）更大的權力；但威爾斯議會所擁有的立法權遠比表象所暗示的更廣泛。例如：威爾斯議會就理由附屬立法權將原定於2003年舉行的威爾斯地方選舉延後一年，以避免與當年舉行的議會選舉相衝突。而在2001年，英國國會則是因口蹄疫疫情利用主體立法權推遲了英格蘭地方選舉一個月。
在2007年議會選舉及《2006年威爾斯政府法令》獲批准之後，威爾斯議會擁有了有限的主體立法權。這些法律被稱為“議會執行令（Assembly Measures）”，僅限在議會立法權限內的特定領域或特定事項中頒布。如果威爾斯議會想要擴大其立法領域或事項，則需要英國國會通過新的國會法令或批准新的立法權限令進行下放。
在2015年之前，威爾斯議會並無改變稅率的權限，但它仍可以影響地方當局所制定的市政稅稅率，因為這些地方政府的部分資金源自威爾斯政府的撥款。 同時它還對政府的部分服務收費具有一定的自由裁量權。需要注意的是，這種自由裁量權的運用會造成該領域費用與英國其他地方同領域費用產生重大區別：
1. 威爾斯NHS（英语：NHS Wales）處方費——目前這項服務收費已經取消。[54]
2. 大學學費——在威爾斯大學就讀的威爾斯學生所繳納的學費遠低於來自英國其他地區的學生或在英國其他地區大學就讀的學生。[55]
3. 居家護理收費——在威爾斯，接受居家護理的威爾斯居民所繳納的費用比例是固定的（大致相當於英格蘭地區的最高水平）。[56] 這也就意味著在威爾斯對“家庭護理”的定義更為寬泛，同時威爾斯對家計調查的依賴性也低於英格蘭，因此威爾斯人民在實際上有更多人可以享受更高級別的國家援助。

這些收費水平的變化可以被視為事實上稅收變化的權力。
在1999年為威爾斯議會所創立的這套有更多限制模式的立法權之部分原因是由於威爾斯在1536年與英格蘭合併之後就一直採用英格蘭的法律體系，儘管威爾斯的法院體系一直保持到1830年。而北愛爾蘭和蘇格蘭就從未與英格蘭真正合併過，因此它們的法律體系始終存在著一些差異，這也導致北愛爾蘭議會和蘇格蘭議會擁有更深更廣的權力。
威爾斯議會繼承了威爾斯事務大臣的權力和預算審批權，同時也繼承了威爾斯事務辦公室的絕大部分智能。並且威爾斯議會有權通過附屬立法權來改變英國國會的法令。
在2011年3月4日的全民公投獲得通過後，威爾斯議會終於獲得直接立法權，此後立法無需再咨詢英國國會。2012年7月3日，威爾斯議會通過了第一個法令，即《威爾斯地方政府章程法令》。
《2014年威爾斯法令》和2017年威爾斯法令》將下列稅種的征稅權下放給了威爾斯議會。
| 稅種名           | 下放日       |
| ---------------- | ------------ |
| 威爾斯營業房屋稅 | 2015年4月1日 |
| 土地交易稅       | 2018年4月1日 |
| 垃圾填埋處置稅   | 2018年4月1日 |
| 威爾斯所得稅     | 2019年4月1日 |

### 議會權力
威爾斯議會有權在未明確保留給英國國會的領域內通過“威爾斯議會法令”法案，而這些“保留事項”則列入在《2006年威爾斯政府法令》的附件7A中。
| 權力下放領域               | 權力保留事項   |
| -------------------------- | -------------- |
| 農業、漁業、林業和農村發展 | 外交事務       |
| 文化                       | 警察與執法     |
| 經濟                       | 貨幣           |
| 教育                       | 絕大部分救濟金 |
| 環境保護                   | 絕大部分稅收   |
| 醫療和健康服務             |                |
| 交通                       |                |
| 地方政府                   |                |
| 旅遊觀光                   |                |
| 威爾斯語                   |                |

## 選舉方式

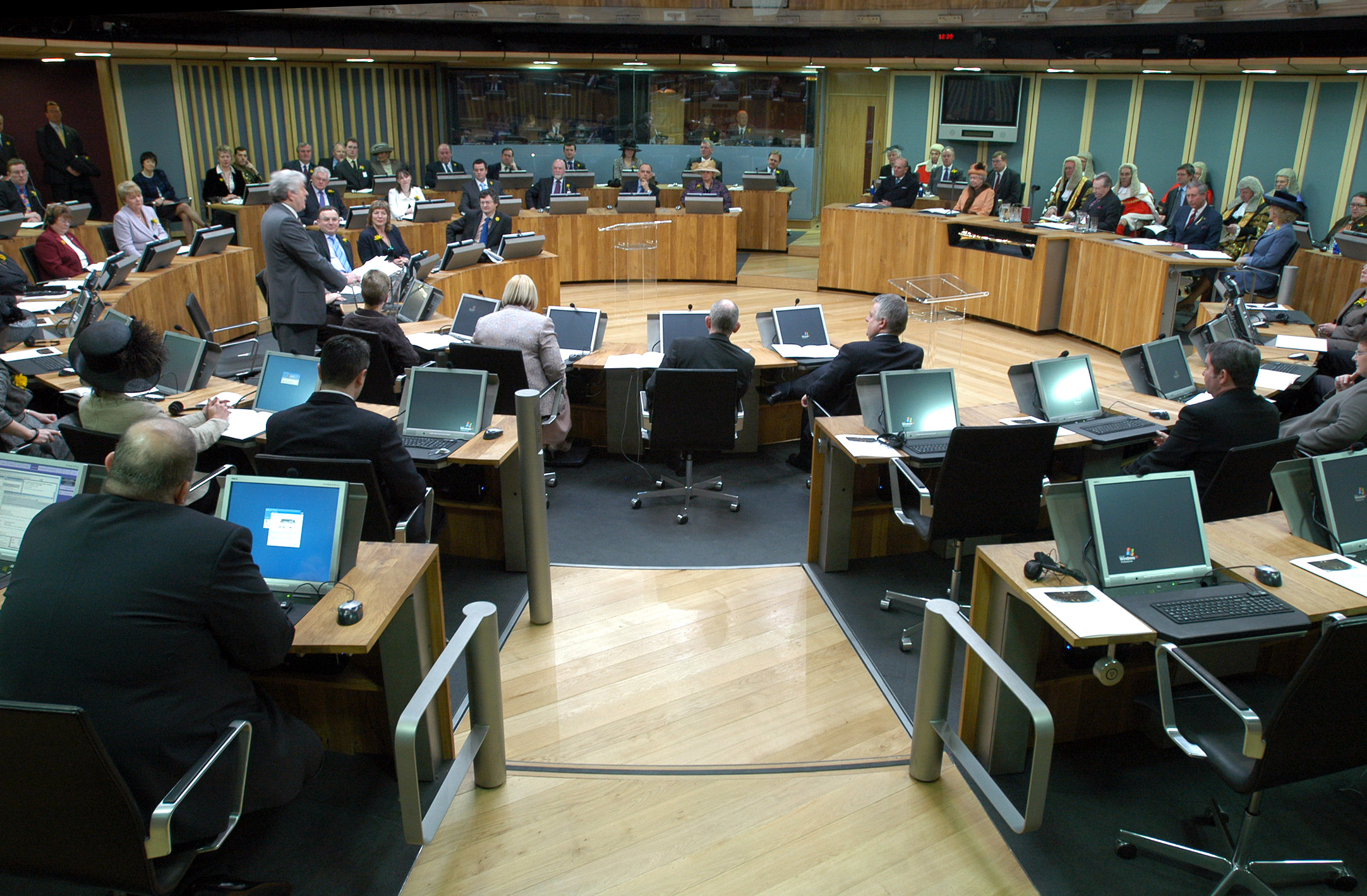
威爾斯議會議員於議會大廈辯論室內舉行全體會議。

威爾斯議會選舉採用附帶席位制，這是聯立制的一種實踐方式。 議會中的40個議員席位將從單一選區以多數制（或簡單多數制）選舉產生，選區劃分基本與英國下議院選區一致；而另外20名議員席位則使用政黨選擇投票制從地區封閉式名單中選出。 威爾斯目前劃分為五個選舉地區：中部和西部威爾斯地區、北部威爾斯地區、南部威爾斯中區、南部威爾斯東區和南部威爾斯西區，每個地區選出4名議員；這些地區基本與1999年之前歐洲議會在威爾斯的選區一致。 通過附帶席位制選舉產生的議員與該地區的政黨支持率有一定的相稱度。 在選舉地區投票中，選民可以選擇支持任何一個政黨的名單而無需考慮自己在選區選舉中所支持議員的政黨歸屬。但需要注意的是，選舉地區政黨名單上的議員候選人並非獨立於選區的；相反，為了計算漢狄法的餘數，選區當選議員通常會被計入選舉地區名單的預選名額內。 整體比例低的原因受到了名單成員比例低（威爾斯議會的比例只有33%；而蘇格蘭議會有43%，德國聯邦議院則有50%）以及名單成員過於地區化。 因此，儘管威爾斯議會作為一個整體，其議員代表性（主要是基於名單選舉出的議員）相較於僅採用簡單多數制進行選舉的英國國會要高出許多，但仍與真正的比例代表制有所差距。 事實上，在威爾斯議會正式成立前，英國工黨就曾考慮在未來成立的威爾斯議會內採用可轉移單票制。但時任威爾斯事務大臣的榮恩·戴維斯向理查德委員會作證道：
如果我們這樣做了，我們當然就必須有一個邊界委員會，而這將導致過程永遠重複下去，這勢必破壞我們的整體政治進度表。因此，我們必須解決現有的選區安排，還有國會選區和歐洲議會選區。
2020年4月，威爾斯議會成為英國首個採用電話會議技術召開會議的立法機關。受到COVID-19大流行的影響，威爾斯議會利用Zoom召開了對首席部長質詢的視像會議。會議實況隨後通過威爾斯議會官方視頻網站進行播出。

## 選舉結果
截至2022年為止，威爾斯議會總共進行了1999年、2003年、2007年、2011年、2016年、2021年等共計六次議會選舉。2016年的議會選舉原定於2015年舉行，但因為同年有進行英國大選而延後。 而在《2014年威爾斯法令》通過後，威爾斯議會就從2016年開始每五年舉行一次選舉。
下屆威爾斯議會選舉預計將於2026年5月7日舉行。根據《2024年威爾斯議會法令》，此後的選舉將改為每四年舉行一次。

### 歷年結果概況
| 屆次  | 年份   | 投票率 | 議會席數     | 議會席數     | 議會席數     | 議會席數     | 議會席數     | 議會席數       | 執政政府 |              |              |  |
| 屆次  | 年份   | 投票率 | 工黨         | 威爾斯黨     | 保守黨       | 自民黨       | 獨立黨       | 其他           | 執政政府 |              |              |  |
| ----- | ------ | ------ | ------------ | ------------ | ------------ | ------------ | ------------ | -------------- | --- | ------------ | ------------ |  |
| 屆次  | 年份   | 投票率 |              | 1997年       | 50%          | 權力下放公投 | 權力下放公投 | 權力下放公投   | 權力下放公投 | 權力下放公投 | 權力下放公投 |  |
| 第1屆 | 1999年 | 46%    | 28           | 17           | 9            | 6            | —            | —              | 阿龍·邁克爾政府（工黨少數派政府） 洛蒂·摩根過渡政府（工黨少數派政府） 第1屆洛蒂·摩根政府（工黨－自民黨聯合政府）            |              |              |  |
| 第2屆 | 2003年 | 38%    | 30           | 12           | 11           | 6            | 0            | 1 （馬雷克黨） | 第2屆洛蒂·摩根政府（工黨少數派政府）                                                                                        |              |              |  |
| 第3屆 | 2007年 | 44%    | 26           | 15           | 12           | 6            | 0            | 1 （人民之聲） | 第3屆洛蒂·摩根政府（工黨少數派政府） 第4屆洛蒂·摩根政府（工黨－威爾斯黨聯合政府） 第1屆莊家偉政府（工黨－威爾斯黨聯合政府） |              |              |  |
|       | 2011年 | 36%    | 權力下放公投 | 權力下放公投 | 權力下放公投 | 權力下放公投 | 權力下放公投 | 權力下放公投   | |              |              |  |
| 第4屆 | 2011年 | 42%    | 30           | 11           | 14           | 5            | 0            | —              | 第2屆莊家偉政府（工黨少數派政府）                                                                                           |              |              |  |
| 第5屆 | 2016年 | 45%    | 29           | 12           | 11           | 1            | 7            | —              | 第3屆莊家偉政府（工黨－自民黨少數派聯合政府並獲無黨籍支持） 第1屆翟景輝政府（工黨－自民黨－無黨籍聯合政府）                 |              |              |  |
| 第6屆 | 2021年 | 47%    | 30           | 13           | 16           | 1            | 0            | —              | 第2屆翟景輝政府（工黨少數派政府）禾恩·基廷政府（工黨少數派政府）                                                            |              |              |  |

### 最近選舉結果

#### 結果綜述
|        |            |              |              |              |              |              |              |              |              |              |              |          |          |          |
| 政黨名 | 政黨名     | 附帶席位制   | 附帶席位制   | 附帶席位制   | 附帶席位制   | 附帶席位制   | 附帶席位制   | 附帶席位制   | 附帶席位制   | 附帶席位制   | 附帶席位制   | 總席位數 | 總席位數 | 總席位數 |
| 政黨名 | 政黨名     | 選區議員席位 | 選區議員席位 | 選區議員席位 | 選區議員席位 | 選區議員席位 | 地區議員席位 | 地區議員席位 | 地區議員席位 | 地區議員席位 | 地區議員席位 | 總席位數 | 總席位數 | 總席位數 |
| 政黨名 | 政黨名     | 投票數       | ％           | + / -        | 席數         | + / -        | 投票數       | ％           | + / -        | 席數         | + / -        | 合計     | + / -    | ％       |
|        | 工黨       | 443,047      | 39.9         | ▲ 5.2        | 27           | ━            | 401,770      | 36.2         | ▲ 4.7        | 3            | ▲ 1          | 30       | ▲ 1      | 50       |
|        | 保守黨     | 289,802      | 26.1         | ▲ 5.0        | 8            | ▲ 2          | 278,650      | 25.1         | ▲ 6.3        | 8            | ▲ 3          | 16       | ▲ 5      | 26.7     |
|        | 威爾斯黨   | 225,376      | 20.3         | ▼ 0.2        | 5            | ▼ 1          | 230,161      | 20.7         | ▼ 0.1        | 8            | ▲ 2          | 13       | ▲ 1      | 21.7     |
|        | 自由民主黨 | 54,202       | 4.9          | ▼ 2.8        | 0            | ▼ 1          | 48,217       | 4.3          | ▼ 2.2        | 1            | ▲ 1          | 1        | ━        | 1.7      |
|        | 綠黨       | 17,817       | 1.6          | ▼ 0.9        | 0            | ━            | 48,714       | 4.4          | ▲ 1.4        | 0            | ━            | 0        | ━        | 0.0      |
|        | 廢議會党   | 18,149       | 1.6          | ▲ 1.6        | 0            | ━            | 41,399       | 3.7          | ▼ 0.7        | 0            | ━            | 0        | ━        | 0.0      |
|        | 獨立黨     | 8,586        | 0.8          | ▼ 11.7       | 0            | ━            | 17,341       | 1.6          | ▼ 11.4       | 0            | ▼ 7          | 0        | ▼ 7      | 0.0      |

#### 投票人數
威爾斯議會選舉的投票率歷年來一直低於英國大選。自權力下放以來，沒有一次威爾斯議會選舉的投票率達到50%；2021年議會選舉的投票率為歷年最高，但也僅有46.6%。 學者羅傑·阿萬·斯庫里、理查德·魏恩·瓊斯和達德·崔斯坦·戴維斯在他們於2004年發表的論文《後權力下放時代威爾斯的投票率、參與度和合法性》中指出了造成這個狀況的三個潛在原因：對威爾斯制度的反感、對威爾斯制度的冷漠，或對政治的冷漠。而他們認為對威爾斯乃至整個政治的冷漠是最可能的原因。
2021年威爾斯議會選舉結束後，卡迪夫大學的政治學講師兼威爾斯選舉研究調查員雅克·拉納（Jac Larner）博士表示，威爾斯投票率較低不一定反映出了威爾斯議會缺乏重要性。 他向BBC新聞說道：“我們從研究中了解到，投票率低在實際上與人們認為他們無法在權力下放的選舉中獲勝有很大關係，所以他們懶得去投票。這與大選不同，在威爾斯，工黨仍然更有可能贏得多數席位；但在英國層面，它的競爭力要大得多。” 他還將威爾斯議會選舉與蘇格蘭議會選舉進行了比較，後者的投票率要高出許多。“蘇格蘭目前正處於一個獨特的政治地位，其中最重要的政治議題和最大的社會分歧就在於獨立問題，而這個問題的最終解決走向又將取決於荷里路德的選舉結果。部分原因還在於利益集團的想法——他們總是對蘇格蘭議會的決議更感興趣，這也是由於蘇格蘭議會擁有更大的權力，而這個問題甚至可以追溯到1999年了。”

## 現在構成

### 政府組成
在2021年5月6日的威爾斯議會選舉中，工黨贏下60個議員席位中的30席，隨後成為少數派政府。5月9日，連任首席部長的翟景輝議員說：“我們已經在過去的多個政府中證明，30席就足夠成功執政，但我們仍然願意與有共同理念的政黨進行合作。”同年11月22日，工黨宣佈與威爾斯黨達成合作協議。這不是一個正式的政治聯盟，因此威爾斯黨的議員不會出任政府部長或副部長職務，但威爾斯黨將擁有任命政府特別顧問的權力。該協議原定將持續三年，但在2024年5月17日，威爾斯黨不滿時任首席部長紀偉敬，退出了合作協議。2025年，伊里內德·摩根政府轉而試圖尋求自由民主黨議員簡·多茲的支持而通過年度預算。

### 腳註
1. ↑  包括勞工與合作黨的16位議員。
2. ↑  直譯為英語則是“議會”或“參議院”之意。

### 出典
1. ↑  . BBC在線. BBC新聞. 2022-11-08  [2022-12-17]. （原始内容存档于2022-12-17）.
2. ↑  . 威爾斯議會. 2020-05-11  [2022-12-18]. （原始内容存档于2022-10-24）.
3. ↑  . 威爾斯議會.   [2022-12-18]. （原始内容存档于2023-03-26）.
4. ↑  . 英國政府立法網.   [2022-12-18]. （原始内容存档于2018-09-10）.
5. 1 2  . 英國政府立法網.   [2022-12-18]. （原始内容存档于2023-02-03）.
6. 1 2   (PDF). 威爾斯議會.   [2022-12-18]. （原始内容存档 (PDF)于2022-09-01）.
7. ↑  . BBC在線. BBC新聞. 2011-03-04  [2022-12-18]. （原始内容存档于2023-03-11）.
8. ↑  . BBC在線. BBC.   [2022-12-20]. （原始内容存档于2004-10-24）.
9. 1 2 3  . 英國憲法事務部.   [2022-12-20]. （原始内容存档于2003-12-04）.
10. ↑  . BBC在線. BBC.   [2022-12-20]. （原始内容存档于2001-05-03）.
11. ↑  . 李卓達委員會. 2003-07-10  [2022-12-20]. （原始内容存档于2007-09-28）.
12. ↑  Joshua Rozenberg. . BBC在線. BBC.   [2022-12-20]. （原始内容存档于2023-01-25）.
13. ↑   (PDF). 威爾斯國民議會: 9.   [2022-12-20]. （原始内容存档 (PDF)于2019-07-01）.
14. 1 2 3 4  . 獨立委員會.   [2022-12-20]. （原始内容存档于2015-09-24） –英國國家檔案館.
15. ↑   (PDF). 威爾斯事務大臣辦公室. 2005-06-15  [2022-12-20]. （原始内容 (PDF)存档于2006-02-13） –英國國家檔案館.
16. ↑  . Electoral Reform Society.   [2022-12-20]. （原始内容存档于2002-10-16）.
17. ↑  . BBC在線. BBC新聞. 2006-07-25  [2022-12-20]. （原始内容存档于2022-12-20）.
18. ↑  . BBC在線. BBC新聞. 2013-11-01  [2022-12-20]. （原始内容存档于2023-01-04）.
19. ↑  威爾斯事務大臣辦公室.  (PDF). 英國國會.   [2022-12-20]. （原始内容存档 (PDF)于2019-08-08）.
20. ↑  . 威爾斯政府.   [2022-12-20]. （原始内容存档于2022-12-20）.
21. ↑  . 英國政府立法網.   [2022-12-20]. （原始内容存档于2023-03-15）.
22. ↑   (PDF). 英國國會.   [2022-12-20]. （原始内容存档 (PDF)于2022-12-02）.
23. ↑  . 威爾斯議會. 2021-05-27  [2022-12-20]. （原始内容存档于2022-12-20）.
24. ↑  . 獨立電視台. 2017-06-13  [2022-12-20]. （原始内容存档于2022-12-20）.
25. ↑  Elin Jones.  (PDF). 威爾斯議會.   [2022-12-20]. （原始内容存档 (PDF)于2020-08-04）.
26. ↑  . BBC在線. BBC新聞. 2019-09-30  [2022-12-20]. （原始内容存档于2022-12-20）.
27. ↑  . Wrexham.com. 2020-01-16  [2022-12-20]. （原始内容存档于2022-12-20）.
28. ↑  . 威爾斯議會.   [2023-04-12]. （原始内容存档于2023-07-01） （英语）.
29. ↑  . BBC在線. BBC新聞. 2019-02-12  [2022-12-20]. （原始内容存档于2022-12-20）.
30. ↑  Zaina Alibhai. . i. 2021-11-21  [2022-12-21]. （原始内容存档于2022-12-21）.
31. ↑  Laura Webster. . 國民報. 2021-11-22  [2022-12-21]. （原始内容存档于2022-08-06）.
32. ↑  Ruth Mosalski. . Wales Online. Media Wales Ltd. 2021-11-22  [2022-12-21]. （原始内容存档于2022-12-22）.
33. ↑  . Nation.Cymru. 2022-03-12  [2022-12-21]. （原始内容存档于2022-12-21）.
34. ↑  Adrian Masters. . 獨立電視台. 2022-03-26  [2022-12-21]. （原始内容存档于2022-12-21）.
35. ↑  David Deans. . BBC在線. BBC新聞. 2022-05-10  [2022-12-21]. （原始内容存档于2023-02-18）.
36. ↑  David Deans. . BBC在線. BBC新聞. 2022-05-11  [2022-12-21]. （原始内容存档于2023-02-18）.
37. ↑  Ruth Mosalski. . Wales Online. Media Wales Ltd. 2022-06-08  [2022-12-21]. （原始内容存档于2022-12-21）.
38. ↑  . 威爾斯議會.   [2022-12-21]. （原始内容存档于2023-03-26）.
39. ↑  . 威爾斯國民議會.   [2022-12-21]. （原始内容存档于2007-03-11）.
40. ↑  Mike Slocombe. . Urban75. 2006-09  [2022-12-21]. （原始内容存档于2021-05-16）.
41. ↑  . 威爾斯國民議會.   [2022-12-21]. （原始内容存档于2012-02-22）.
42. ↑  . PublicTechnology. Sift Media. 2008-02-06  [2022-12-21]. （原始内容存档于2011-06-06）.
43. ↑  . BBC電視. BBC.   [2022-12-21]. （原始内容存档于2022-12-21）.
44. ↑  . S4C. 2011-01-14  [2022-12-21]. （原始内容存档于2015-05-30）.
45. ↑  . 威爾斯國民議會.   [2022-12-21]. （原始内容存档于2012-02-22）.
46. ↑  . 威爾斯議會.   [2022-12-21]. （原始内容存档于2023-02-14）.
47. ↑  . BBC在線. BBC新聞. 2011-05-13  [2022-12-22]. （原始内容存档于2023-01-04）.
48. ↑  . 威爾斯政府.   [2022-12-22]. （原始内容存档于2019-04-04）.
49. ↑  Martin Shipton. . Wales Online. Media Wales Ltd. 2013-03-30  [2022-12-22]. （原始内容存档于2022-12-22）.
50. ↑  . 英國政府.   [2022-12-22]. （原始内容存档于2006-02-14） –英國國家檔案館.
51. ↑  . 威爾斯政府.   [2022-12-22]. （原始内容存档于2007-01-08）.
52. ↑  . BBC在線. BBC新聞. 2006-03-01  [2022-12-22]. （原始内容存档于2022-12-22）.
53. ↑  . BBC在線. BBC新聞. 2011-10-03  [2022-12-22]. （原始内容存档于2023-02-04）.
54. ↑  . BBC在線. BBC新聞. 2005-10-01  [2022-12-22]. （原始内容存档于2022-12-22）.
55. ↑  . BBC在線. BBC新聞. 2005-06-22  [2022-12-22]. （原始内容存档于2022-12-22）.
56. ↑   (PDF). National Heart Failure Audit.   [2022-12-22]. （原始内容 (PDF)存档于2006-09-25）.
57. ↑  . Wales Online. Media Wales Ltd. 2013-05-27  [2022-12-22]. （原始内容存档于2023-01-04）.
58. ↑  . 英國政府立法網.   [2022-12-22]. （原始内容存档于2019-03-14）.
59. ↑  . Mount Holyoke College. Trustees of Mount Holyoke College. 2005-04-08  [2022-12-19]. （原始内容存档于2006-07-08）.
60. ↑  . Electoral Reform Society.   [2022-12-19]. （原始内容存档于2002-08-24）.
61. 1 2 3 4  . BBC在線. BBC新聞. 1999-06-07  [2022-12-19]. （原始内容存档于2022-12-21）.
62. 1 2 3   (PDF). Commission on the Powers and Electoral Arrangements of the National Assembly for Wales.   [2022-12-19]. 原始内容存档于2010-12-28.
63. ↑  . 星快報. 2020-04-02  [2022-12-19]. （原始内容存档于2022-12-19）.
64. ↑  . BBC在線. BBC新聞. 2011-03-16  [2022-12-18]. （原始内容存档于2019-10-02）.
65. ↑  . 英國政府立法網.   [2022-12-18]. （原始内容存档于2022-12-18）.
66. ↑  . 威爾斯議會. 2021-05-18  [2022-12-19]. （原始内容存档于2021-07-24）.
67. ↑  羅傑·阿萬·斯庫里（英语：Roger Awan-Scully）; 理查德·魏恩·瓊斯（英语：Richard Wyn Jones）; 達德·崔斯坦·戴維斯（英语：Dafydd Trystan Davies）. . 英國政治科學雜誌（英语：British Journal of Political Science） (劍橋大學出版社). 2004, 34 (3): 519 – 537  [2022-12-19]. ISSN 0007-1234. S2CID 53573311. doi:10.1017/S000712340400016X. （原始内容存档于2022-12-19）.
68. 1 2 3  Jack Grey. . BBC在線. BBC新聞. 2021-05-16  [2022-12-19]. （原始内容存档于2022-12-19）.
69. ↑  . BBC在線. BBC新聞. 2021-05-09  [2022-12-18]. （原始内容存档于2023-03-26）.
70. ↑  . 威爾斯政府. 2021-11-22  [2022-12-18]. （原始内容存档于2022-12-18）.
71. ↑  James Williams. . BBC在線. BBC新聞. 2021-11-22  [2022-12-18]. （原始内容存档于2023-03-26）.
72. ↑  . Sky News.   [2024-05-17]. （原始内容存档于2024-07-25） （英语）.
73. ↑  . BBC News.   [2025-02-10]. （原始内容存档于2025-02-15）.

## 外部連接
- 官方网站
- 威爾斯議會直播 （页面存档备份，存于）
- 威爾斯議會的X（前Twitter）
- YouTube上的威爾斯議會頻道
- 威爾斯議會的Facebook專頁